# Blauwvoeterij
De Blauwvoeterij was een romantische Vlaamsgezinde beweging rond 1875 ontstaan in het Klein Seminarie van Roeselare.

## Geschiedenis
De naam komt uit een van de Kerelsliederen die Rodenbach componeerde, "De Blauwvoet", geïnspireerd door de "De Kerels van Vlaanderen", de roman uit 1870 van Hendrik Conscience.
De beweging viel de Franse taaldwang in het onderwijs aan en verspreidde de Vlaamse gedachte. Rodenbach en zijn medeleerlingen waren in hun strijd geïnspireerd door de ideeën van hun leraars Hugo Verriest, Alfons Van Hee en Emiel Demonie en van die hun leermeester, de voormalige leerkracht van het seminarie in Roeselare, Guido Gezelle. Ze propageerden een romantische strijd voor het Vlaams volk, met een mengeling van Vlaams, religieus en sociaal engagement. 

### De Groote Stooringhe
Het brengen van het "Lied der Vlaamsche Zoonen" in het Klein Seminarie van Roeselare en van een tweede Vlaams lied, daar waar de superior beslist had dat op het schoolfeest één Vlaams en één Frans lied mocht worden gezongen, leidde tot een conflict met de schooldirectie, later herinnerd als de Groote Stooringe, die een kleine leerlingenopstand was naar aanleiding van het jaarlijks feest ter ere van de superior.
De strijdleuze 'Vliegt de Blauwvoet, storm op zee' werd voortaan de algemeen verspreide kreet onder Vlaamsgezinden in de katholieke Vlaamse scholen.

### De Vlaamsche Vlagge
De Vlaamse beweging verspreidde zich hierna over de Vlaamse scholen, mee door het tijdschrift De Vlaamsche Vlagge dat vanaf 1875 door Amaat Vyncke en Zeger Maelfait in Brugge werd gedrukt en ruim werd verspreid. De Vlaamsche Vlagge wordt als het belangrijkste medium van de Blauwvoeterij in die tijd beschouwd. 
Toen Rodenbach in 1876 aan de Katholieke Universiteit Leuven rechten studeerde, in het Frans, nam hij ook daar stelling voor Nederlandstalig onderwijs. In Leuven verspreidde hij met Pol de Mont en Flor Heuvelmans het blad Het Pennoen onder de studenten. Hij richtte ook een Vlaemsche Studentenbond op. Zowel het blad als de bond kenden slechts een kort bestaan, maar kregen opvolgers.

### Bestendigheid van de symboliek
Latere voorvechters van de ideeën werden onder meer Frans Van Cauwelaert, Lodewijk Dosfel en Cyriel Verschaeve.
De Blauwvoeterij bleef in wezen een West-Vlaams verschijnsel, met haar cultus van de gewesttaal, de kritiek op het gezag en de klassieke opvoeding, het geringe vertrouwen in de overheid. Rodenbach gaf aan de blauwvoetsymboliek met zijn gedichten en liederen een blijvende mobiliserende kracht, die hem lang zou overleven en ook in de andere Vlaamse provincies ingang zou vinden. Deze symboliek, die in de eerste jaren van de twintigste eeuw volledig ingeburgerd raakte bij de studentenverenigingen, beleefde haar hoogtepunt tijdens het interbellum.

## Erfgenamen
Verschillende studentenbewegingen vonden hun oorsprong bij de Blauwvoeterij of beriepen zich later op een verwantschap, soms door het aannemen van de naam. De directe erfgenamen behoorden uiteraard tot de katholieke zuil. Dit geldt voor onder meer: 
- Vlaamsche Katholieke Gilde (1887-1889), die opging in Rodenbach's Vrienden (1889-1914)
- Katholiek Vlaams Studentenverbond (KVSV), (1890-1892)
- Vlaamsch Verbond (1902-1911), die opging in het Katholiek Vlaams Hoogstudentenverbond (KVHV), (1911-heden)
- Algemeen Katholiek Vlaams Studentenverbond (AKVS), (1903-1935)
- Katholieke Studentenactie - Jong Vlaanderen (KSA), (1928-heden)
- Jong Volksche Front (1934-1943)

Sommige organisaties, vaak klein en door inwendige strijd geplaagd, behoorden duidelijk tot het Vlaams-nationalisme, zowel voor als vooral na de Tweede Wereldoorlog, en groepeerden hoofdzakelijk jongeren van wie de ouders in de collaboratie waren terechtgekomen. Ze beriepen zich nog op de Blauwvoeterij en op het symbool van de Blauwvoet, maar behoorden dan toch tot een andere gedachtegang dan die van Rodenbach. Deze gedeeltelijke erfgenamen zijn onder meer:
- Algemeen Katholiek Dietsch Studentenverbond ((AKDS) (1935-1937)
- Vlaamsche Wachten (1928-)
- Algemeen Vlaamsch Nationaal Jeugdverbond (1934-1941), jeugdbeweging van het VNV.
- Jeugdverbond der Lage Landen, Vlaams-nationalistische jeugdvereniging (1949-
- De Blauwvoetvendels of Algemeen Diets Jeugdverbond (ADJV) (1949-1957)
- Het Blauwvoetjeugdverbond, Vlaams-nationalistische jeugdvereniging (1957-1961) in opvolging van het Algemeen Diets Jeugdverbond.
- De Blauwvoetfederatie (1963-), overkoepelend orgaan van Vlaams-nationalistische jeugdbewegingen
- Vlaams Nationaal Jeugdverbond
- Algemeen Vlaams Nationaal Jeugdverbond (1969-1986)